# Pyrgus cirsii
Pyrgus cirsii (лат.) — бабочка из семейства толстоголовок.

## Описание
Длина переднего крыла 13-14 мм. На передних крыльях имеются белые пятна. На задних крыльях видны жёлтые пятна. Особенно четко пятна выражены у основания четвёртой и пятой ячеек и в субмаргинальной области. Нижняя сторона задних крыльев от желтовато-оливковой до красновато-коричневой. Маргинальное пятно на пятой жилке коричневатое и нечеткое. Жилки желтоватые. У обоих полов крылья одинаково окрашены.
Первоначально красноватые яйца имеют округлую форму, слегка приплюснутую сверху и снизу. Позднее они становятся желтоватыми с развитием гусеницы из яйца. Поверхность покрыта примерно 15 сильными, в основном прямыми или изредка слегка изогнутыми продольными ребрами, отходящими от микропиле. По бокам могут располагаться более короткие продольные ребра.
Гусеница изначально зеленоватого цвета с чёрной головой. В конце своего развития она меняет цвет на красновато-коричневый.
Куколка имеет насыщенный синий цвет. Коричневый цвет основания виден только на границах сегментов. Рисунок из чёрных точек по-прежнему просвечивает, но гораздо слабее.

## Ареал и места обитания
Широко распространена в Западной Европе и изредка встречается в Турции. Более распространен этот вид только на Пиренейском полуострове и в южной Франции (Прованс). В центральной Франции и южной Германии вид почти исчез. Встречается в Форарльберге (Австрия) и Швейцарии. Предпочитает сухие, тёплые места с обширными известковыми лугами с очень низкой растительностью. Для развития личинок нужны только места, заросшие мхами и лишайниками, или голые скалы, где растут растения, которыми питаются гусеницы (различные виды лапчатки (Potentilla)). В южной Германии этот вид встречается на высоте от 100 до 700 метров над уровнем моря.

## Образ жизни
В год развивается только одно поколение. Время лёта с конца июля до начала сентября. В южной Германии учёт почти полностью ограничиваются августом и первыми числами сентября. Яйца откладываются по отдельности на нижнюю сторону листьев растения, на котором питаются гусеницы, а также на мхи и лишайники в непосредственной близости от растения, на котором питаются гусеницы. Яйцо гусеницы, которое уже полностью развилось и готово к вылуплению в яичной оболочке, зимует. Она покидает яйцевую оболочку в конце февраля — начале марта, развивается относительно медленно и имеет шесть стадий развития. Питается исключительно лапчатками (Potentilla), например, лапчаткой ползучей (Potentilla reptans). В июле взрослая гусеница отдыхает в своем коконе в течение двух-четырёх недель, после чего покидает его и создает новый кокон для окукливания.

## Систематика
Гусеница Pyrgus cirsii ранее также рассматривалась как подвид Pyrgus carlinae. Однако впоследствии она стала рассматриваться как самостоятельный вид.

## Угроза исчезновения
В Германии вид считается находящимся под критической угрозой исчезновения, главным образом из-за потери среды обитания, вызванной интенсивным сельским хозяйством, исчезновением кустарников и чрезмерной застройкой.